# Epifytické kaktusy
Epifytické kaktusy jsou kaktusy rostoucí v tropických vlhkých oblastech epifyticky v korunách stromů. Pokud do této skupiny řadíme celé rody, pak je výstižnější název lesní kaktusy, neboť řada druhů roste teresticky nebo semiepifyticky a jako popínavé rostliny nebo liány využívají ostatní vegetaci jako oporu. Vyžadují odlišné pěstování od kaktusů z pouštních a polosuchých oblastí, např. zeminu s vyšším podílem humusu, intenzívnější hnojení nebo částečné stínění. Mnohé jsou známé hrnkové a převislé rostliny.

## Charakteristika
Některé kaktusy prošly zajímavým evolučním vývojem. Napřed prošly fází sukulence a přizpůsobily se suchému aridnímu prostředí. Poté se navrátily do vlhkých biotopů. Rostou v mlžných horských lesích, ve stálezelených tropických lesích či v galeriových lesích podél řek. Okrajově se vyskytují v polosuchých lesních formacích. V těchto oblastech rostou i primitivní listnaté kaktusy Pereskia a opunciovité Pereskiopsis. Protože v prostředí bujné vegetace se svým pomalým CAM metabolismem nemohou konkurovat rychle rostoucím druhům bylinného patra, uchýlily se do korun stromů. Zde je silnější sluneční záření a voda po dešti rychle stéká a osychá. Rostou epifyticky a svým nositelům neškodí. Druhotně se nachází i na příkrých skalních stěnách.
V průběhu evoluce ztratily listy a tak si musely potřebný povrch pro fotosyntézu zvětšit jinak. Některé zploštily své stonky do článků připomínajících listy tzv. fylokladia. Jiné stonky zúžily a protáhly do liánovitého tvaru dorůstající až několik desítek metrů délky. Na stonku se mnohdy vyskytují přídavné a přísavné kořeny, které vyrůstají na zastíněné straně stonku, kde hledají možnost opory (tzv. negativní fototropizmus) . Některé mají noční květy, které mohou být přes čtvrt metru široké.
Epifytických kaktusů známe asi 200 druhů. Na rozdíl od ostatních kaktusů, u kterých pěstitelé upřednostňují čisté botanické druhy, se pěstují především hybridy, které jsou široce komerčně nabízeny.

## Výskyt
Tropické epifytické kaktusy mají dvě centra výskytu. Skupina Rhipsalideae má centrum v atlantickém deštném pralese v jihovýchodní Brazílii s přesahem do Bolívie, okrajově až do Argentiny, Uruguaye, Paraguaye a Peru. Několik druhů zasahuje až do Střední Ameriky. Skupina Hylocereeae má centrum ve Střední Americe až Mexiku. Několik druhů migrovalo do Jižní Ameriky.
Rhipsalis baccifera (dříve chápaný jako více druhů) se vyskytuje v Jižní a Severní Americe, ale i v tropické Africe, na Madagaskaru, na Srí Lance a na ostrovech Indického oceánu. Je tak nejvíce rozšířeným kaktusem vůbec. Je to jediný zástupce celé čeledi rostoucí mimo americký kontinent. Předpokládá se zavlečení ptáky.

## Taxonomie
Seznam obsahuje epyfitické rody kaktusů uznané v klasifikaci kaktusů podle International Cactaceae Systematics Group. V závorce jsou častěji užívaná synonyma. (lit.: Anderson E. F., 2001). Obě skupiny patří do podčeledi Cactoideae.

### SkupinaRhipsalideae
- Hatiora Britton & Rose

synonyma: Epiphyllopsis Backeb. & F.M.Knuth, Hariota DC., Pseudozygocactus Backeb., Rhipsalidopsis Britton & Rose
- Lepismium Pfeiff.

synonyma: Acanthorhipsalis (K.Schum.) Britton & Rose, Acanthorhipsalis Kimnach, Pfeiffera Salm-Dyck
- Rhipsalis Gaertn.

synonyma: Cassytha Mill., Erythrorhipsalis A.Berger, Hariota Adans., Lymanbensonia Kimnach
- Schlumbergera Lem.

synonyma: Epiphyllanthus A.Berger, Epiphyllum Pfeiff., Opuntiopsis Knebel (nom. inval.), Zygocactus K.Schum., Zygocereus Fric & Kreuz. (orth. var.)

### SkupinaHylocereeae
- Disocactus Lindl.

synonyma: Aporocactus Lem., Aporocereus Fric & Kreuz. (orth. var.), Bonifazia Standl. & Steyerm., Chiapasia Britton & Rose, Disisocactus Kunze (orth. var.), Disocereus Fric & Kreuz. (orth. var.), Heliocereus (A.Berger) Britton & Rose, Lobeira Alexander, Mediocereus Fric & Kreuz. (orth. var.), Nopalxochia Britton & Rose, Pseudonopalxochia Backeb., Trochilocactus Linding., Wittia K.Schum., Wittiocactus Rauschert
- Epiphyllum Haw.

synonyma: Phyllocactus Link, Phyllocereus Miq.
- Hylocereus (A.Berger) Britton & Rose

synonyma: Wilmattea Britton & Rose
- Pseudorhipsalis Britton & Rose

- Selenicereus (A.Berger) Britton & Rose

synonyma: Cryptocereus Alexander, Deamia Britton & Rose, Marniera Backeb., Mediocactus Britton & Rose, Strophocactus Britton & Rose, Strophocereus Fric & Kreuz. (orth. var.)
- Weberocereus Britton & Rose

synonyma: Eccremocactus Britton & Rose, Eccremocereus Fric & Kreuz. (orth. var.), Werckleocereus Britton & Rose

## Popis

### SkupinaRhipsalideae
Zahrnuje druhy tvořící kompaktní nebo převislé keříky a trsy až několik metrů převislé. Stonky se skládají spíše z drobných článků. Nikdy nejsou šplhavé. Květy spíše menší, s holou trubkou. Otevírají se ve dne, zůstávají otevřené i v noci. Plody jsou malé, holé, kulovité bobule. Semena spíše menší. Skupina zahrnuje čtyři rody, ale z minulosti je známo mnoho synonym. Rod Schlumbergera má unikátní stavbu pylu a s ostatními se nekříží. Vymezení ostatních rodů je stále diskutováno.

#### Schlumbergera
Rod zahrnuje 6 druhů. Tvoří převislé keříky z mnoha kratších, navazujících a větvících se článků. Květy jsou stranově souměrné, zygomorfní. Patří sem známý vánoční kaktus.
Vánoční kaktus jsou hybridy 4 druhů rodu Schlumbergera, dříve známé jako Zygocactus truncatus a ještě předtím jako Epiphyllum. Vytváří keříky převislých větví z na sebe navazujících plochých článků. Jednotlivé články jsou asi 2 – 6 cm dlouhé, mají několik areol na okrajích a shluk areol na uťatém konci. Odtud vyrůstají další články a květy. Květy jsou stranově souměrné – zygomorfní a mají dvě série okvětních lístků za sebou. Původní formy měly oblé vroubkování článků, fialové květy a kvetly v zimě po podzimní periodě klidu. Tvorbu poupat indukovalo zkracování dne. Moderní hybridy mají cípaté články a květy všech barev a pěstírny je dodávají nakvetlé po celý rok.

#### Hatiora
Rod obsahuje 6 druhů, které tvoří převislé keříky z mnoha kratších, navazujících a větvících se článků. Květy se objevují na konci článků. Na průřezu oválné články a drobné květy má podrod Hatiora s druhy Hatiora cylindrica, Hatiora herminiae, Hatiora salicornioides. Druhy podrodu Rhipsalidopsis mají ploché články a velké květy, jsou to Hatiora gaertneri, Hatiora rosea, Hatiora epiphylloides.

Velikonoční kaktus zahrnuje dva druhy a jejich hybridy. Hatiora gaertneri je větší a známější. Stonek z plochých cípatých článků je k nerozeznání od vánočního kaktusu. Květy však mají jen krátkou trubku, jeden kruh symetrických okvětních lístků a jsou trychtýřovitě rozevřené, až 7 cm velké. Barva květů původního druhu je šarlatová. Menší Hatiora rosea má květy talířovité, 3 – 4 cm velké, růžové s tmavším středem. V čisté formě se pěstuje málo. Velikonoční kaktusy jsou známější pod rodovým názvem Rhipsalidopsis nebo také Epiphyllopsis.
Další druh nabízený v obchodech je Hatiora salicornioides. Články mají zajímavý tvar připomínající obrácenou láhev. První třetina článku je úzká, pak se válcovitě rozšiřuje a z tupého konce vyrůstají další články-lahvičky. Květy jsou velmi drobné, žluté až oranžové.
Hatiora epiphylloides má drobné ploché články a žluté květy, Hatiora herminiae má drobné oválné články a růžovofialové květy, oba druhy jsou vzácné.

#### Rhipsalis
Nazývá se podle tvaru plodů také korálkový kaktus, nebo počeštěně ripsalky. Poměrně druhově početný (35 druhů) a tvarově rozmanitý rod. Rostou převážně převisle. Některé druhy mají drobné, válcovité články vytvářející husté keříky, jiné mají šlahouny dlouhé. Stonky mohou být válcovité, vícehranné s naznačenými žebry, nebo i listovitě zploštělé. Jsou převážně bez trnů. Květy jsou velmi drobné, početné, obvykle bílé. Drobné, kulovité, bílé, červené, fialové, méně často žluté a zelené plody připomínají korálky nebo plody jmelí. Jsou často nabízeny v květinářstvích jako převislé rostliny.

#### Lepismium
Rod zahrnuje 15 druhů. Stonky jsou převislé, listovitě ploché, případně mají více listovitých žeber. Větví se v bočních partiích. Mnohdy jsou otrněné. Drobné květy jsou převážně v odstínech červené a oranžové, dále také krémové a bílé (Lepismium houlletianum). Objevují se ve velkém počtu podél žeber stonku. Rostliny jsou podobné některým druhům Rhipsalis, kam také byly často řazeny.

### SkupinaHylocereeae
Epifytické nebo i ze země šplhající liánovité rostliny. Zahrnuje druhy tvořící vzpřímené nebo převislé keře a trsy, často také rostliny šplhavé, až desítky metrů dlouhé. Stonky se skládají spíše z dlouhých článků, jsou zploštělé nebo nesoucí několik tenkých žeber. Květy jsou střední až velmi velké, s trubkou holou nebo s vlnou i trny. Květy jsou převážně noční, někdy denní. Otevírají se ve dne, zůstávají otevřené i v noci. Plody jsou kulovité bobule, někdy značně velké. Semena jsou střední až velká.

#### Epiphyllum
Rod zahrnuje asi 20 druhů. Tvoří keře o velikosti 0,5 – 3 m. Epiphyllum grandilobum je popínavé a může dosáhnout délky až 100 m. Mladé stonky jsou listovitě zploštělé. Někdy jsou výhony zpočátku vícežeberné, úzké a až později se zplošťují a rozšiřují. Staré bazální partie stonku mohou ztloustnot do kruhovitého tvaru a zdřevnatět. Areoly jsou většinou holé, bez trnů. Botanické druhy rodu Epiphyllum mají noční květy s velmi dlouhou trubkou s trny. Vnějšní okvětní lístky jsou úzké a řídké, sytěji zbarvené, často tmavě žlutě až zlatavě. Vnitřní lístky jsou široké, polouzavřené, převážně bílé, někdy krémové. Původní druhy rodu Epiphyllum pěstují jen botanické zahrady a specialisté. První exempláře dovezla do Evropy již Kolumbova výprava. Ne všechny druhy rodu Epiphyllum rostou epifyticky např. Epiphyllum oxypetalum.

#### Disocactus
Značně nesourodý rod o asi 16 druzích. Zahrnuje druhy se stonky listovitě zploštělými, s více hranami i se silným stonkem s kulovitým průřezem. Květy jsou všech tvarů a velikostí, miniaturní trubičkovité, nebo zygomorfní souměrné, či symetrické, široce rozevřené. Jsou sem řazeny dva důležité druhy,  Disocactus (Aporocactus) flagelliformis, který je jedním z nejdéle pěstovaných kaktusů a Disocactus (Heliocereus) speciosus, též dlouho pěstovaný, který přikřížením vnesl červenou barvu do původně bělokvětých listových kaktusů rodu Epiphyllum.
Listový kaktus, taktéž ševcovský kaktus (byl pěstován za okny chudých řemeslníků) je známý i pod názvy, Phyllocactus, Epiphyllum nebo xEpicactus. Jsou to hybridy a multihybridy, vznikly z botanických druhů epifytních kaktusů především z Disocactus (Nopalxochia) phyllanthoides a Epiphyllum crenatum přikřížením Disocactus (Heliocereus) speciosus, který přinesl červenou barvu květů a vzpřímený vzrůst a dalších druhů. Vytváří trsy vzpřímeně či prohnutě rostoucích plochých zelených nebo načervenalých stonků, okolo 30 – 50 cm dlouhých. Na vroubkované hraně jsou areoly s nepočetnými štětinovitými trníčky. Kalichovité květy jsou 5 až 25 cm velké. Mají různé barvy, nejběžněji růžovou, červenou a bílou, moderní hybridy také Zahradnicky je pěstován již asi 350 let. Jsou velmi populární v USA a každoročně je registrováno několik nově vyšlechtěných odrůd.
Pojmenování ševcovský kaktus se používá pro kříženec Disocactus × jenkinsonii neboli Disocactus × hybridus.

#### Hylocereus
Rod 18 druhů šplhavých cereusů, které koření v zemi a šplhají do korun stromů. Nejde tedy o pravý epifyt, ale o liánu. Dosahují délky několika desítek metrů a hmotnosti i stovek kg, rekordní změřená rostlina měla délku 100 m. Stonky jsou obvykle trojkřídlé, zaškrcené na jednotlivé segmenty-články. Tvoří přísavné kořeny. Areoly jsou plstnaté, bez trnů nebo s malými trníčky. Květy jsou velké, dlouhé až 35 cm a široké až 30 cm, noční, většinou bílé. Mají vnější užší, barevnější korunní lístky a vnitřní široké, tvořící bílý kalich. Vzácně jsou červené. Plody jsou velké, s dužinou plnou drobných semen. Plody Hylocereus undatus se nazývají "Dračí ovoce" nebo obecně Pitahaya. Pěstuje se v tropech nejen v Americe pro jedlé plody a též jako okrasná kvetoucí a pokryvná rostlina na zdech.

#### Selenicereus
Značně nesourodý rod o asi 30 druzích. Rostliny jsou šplhavé či epifytické kaktusy. Stonek je různých tvarů, listovitě zúžený a hluboce vykrajovaný, nebo křídlatý, bičovitý až okrouhlý. Rostliny dosahují délky 5 m a více. Noční květy mají vnější užší, barevnější korunní lístky a vnitřní lístky široké. Plody jsou větší, trnité, s velkým množstvím drobných semen.
Královna noci je druh Selenicereus grandiflorus. Stonky jsou tenké a velmi dlouhé, bičovité, s několika nevýraznými žebry. Areoly nesou několik krátkých, sklovitě bělostných trnů. Noční květy mohou být až 30 cm velké a silně voní. První série úzkých zlatožlutých okvětních lístků je široce rozevřená do okolí. Druhá série vytváří bělostný polouzavřený kalich. Celý květ vypadá jako velký porcelánový šálek na zlatém podšálku. Je užívána i v lidové medicíně. Jako královna nebo princezna noci jsou pro stejné květy označovány i další druhy, Selenicereus hamatus, Selenicereus pteranthus, Selenicereus urbanianus.
Jedlé plody poskytuje ananasový kaktus Selenicereus setaceus a žlutá pitahaya Selenicereus megalanthus, dnes řazená do rodu Hylocereus.

#### Pseudorhipsalis
Rod o 6 druzích. Tvoří keříky ze zploštělých, beztrných článků. Květy jsou drobné, bílé až krémové. Drobné plody jsou bílé, někdy s růžovým nádechem.

#### Weberocereus
Rod má 9 druhů a jeho centrem je Kostarika. Stonky jsou ploché, nebo křídlaté až 5žeberné, obvykle do 1 m délky. Jsou členěny na články. Trny jsou jemné. Noční květy jsou žlutobílé až růžové, 3 – 10 cm velké. Plody různých barev, kulovité.

## Galerie

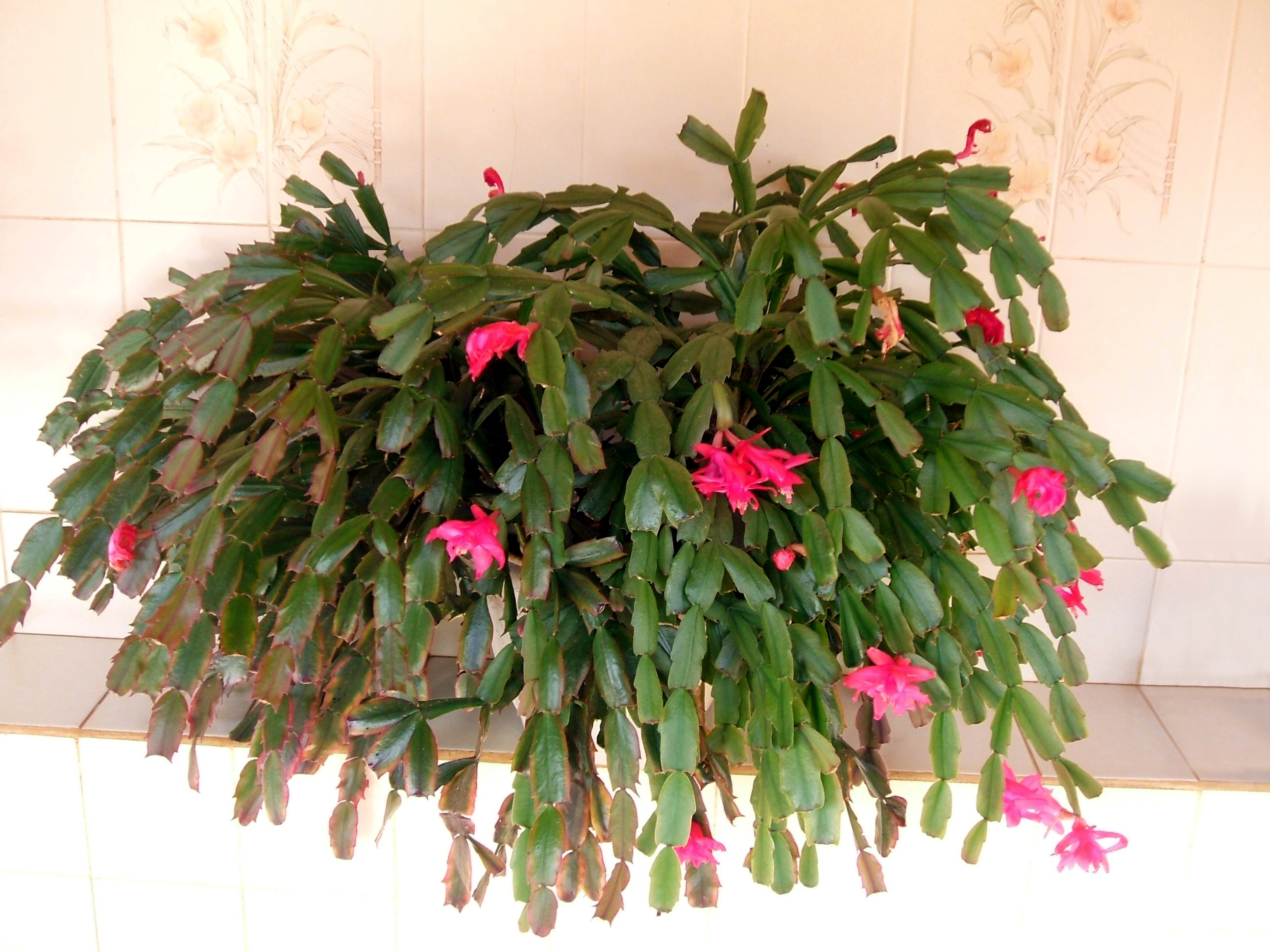
Vánoční kaktus Schlumbergera truncata
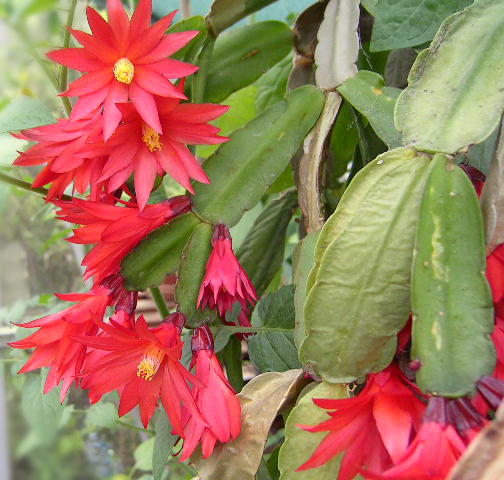
Velikonoční kaktus Hatiora gaertneri
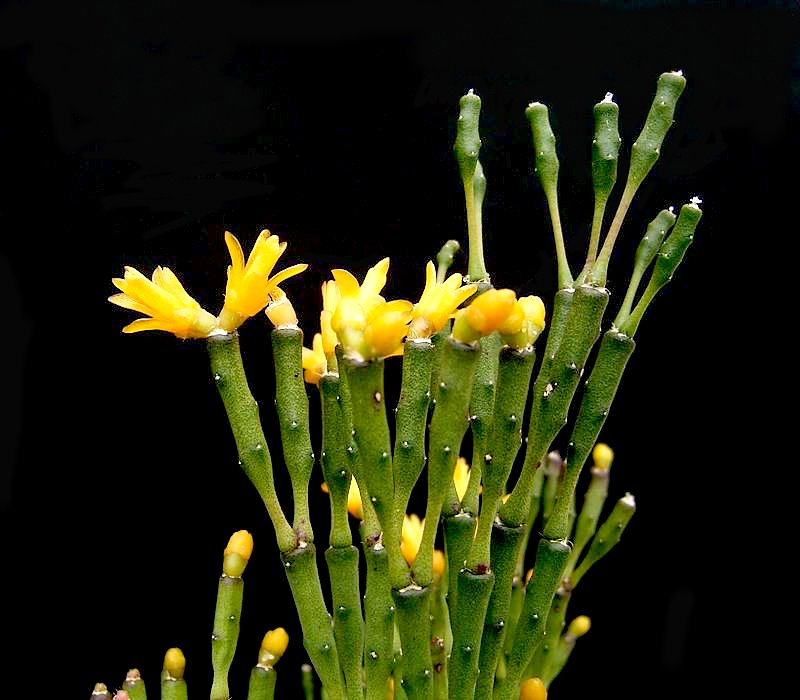
Hatiora salicornioides má lahvovité články a žluté květy
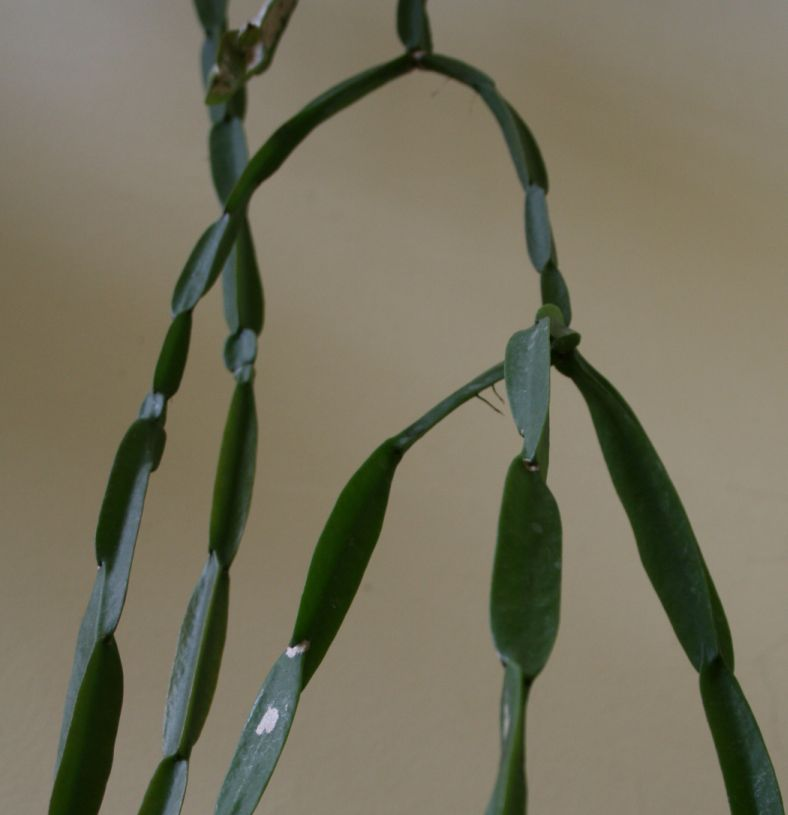
Články Rhipsalis paradoxa se přetáčejí o pravý úhel
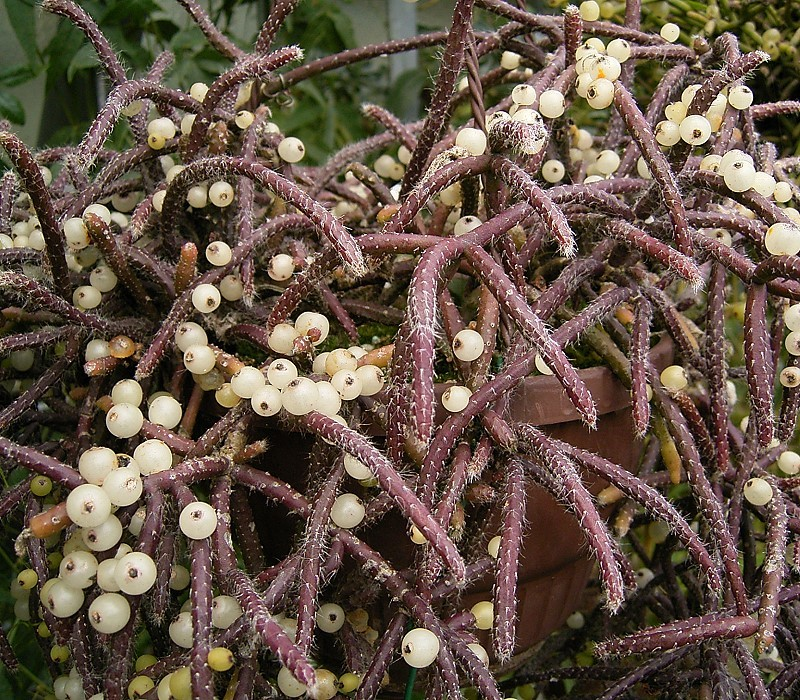
Násada plodů Rhipsalis baccifera
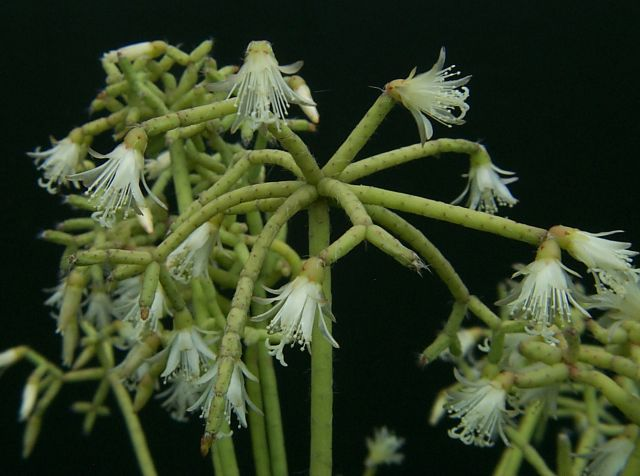
Rhipsalis cereuscula patří mezi často pěstované
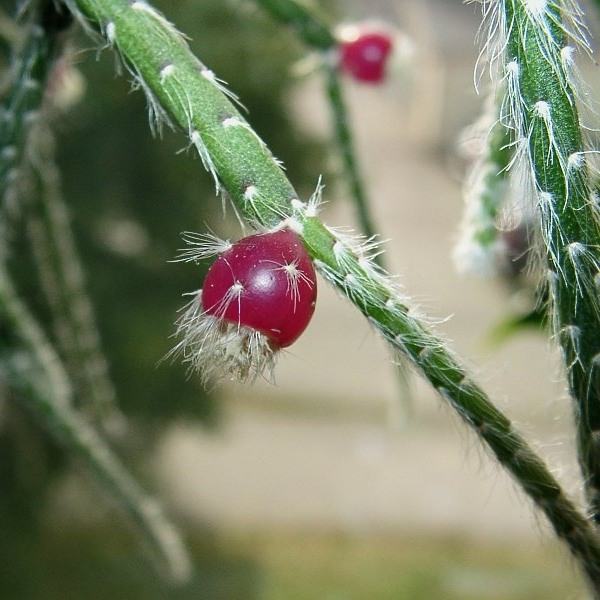
Rhipsalis pilocarpa často pěstovaný ochlupený druh
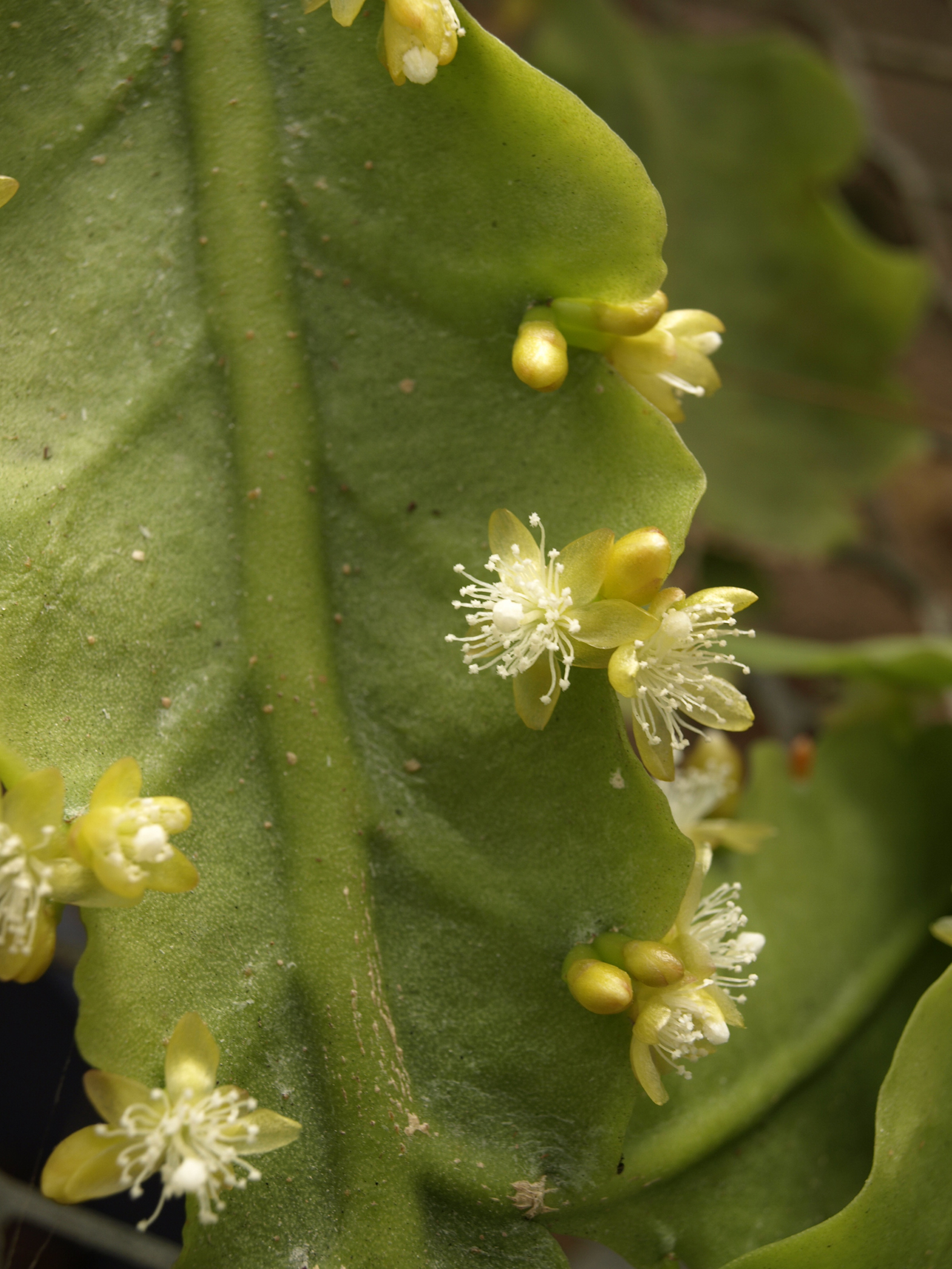
Rhipsalis crispimarginata má široký stonek a více květů z jedné areoly
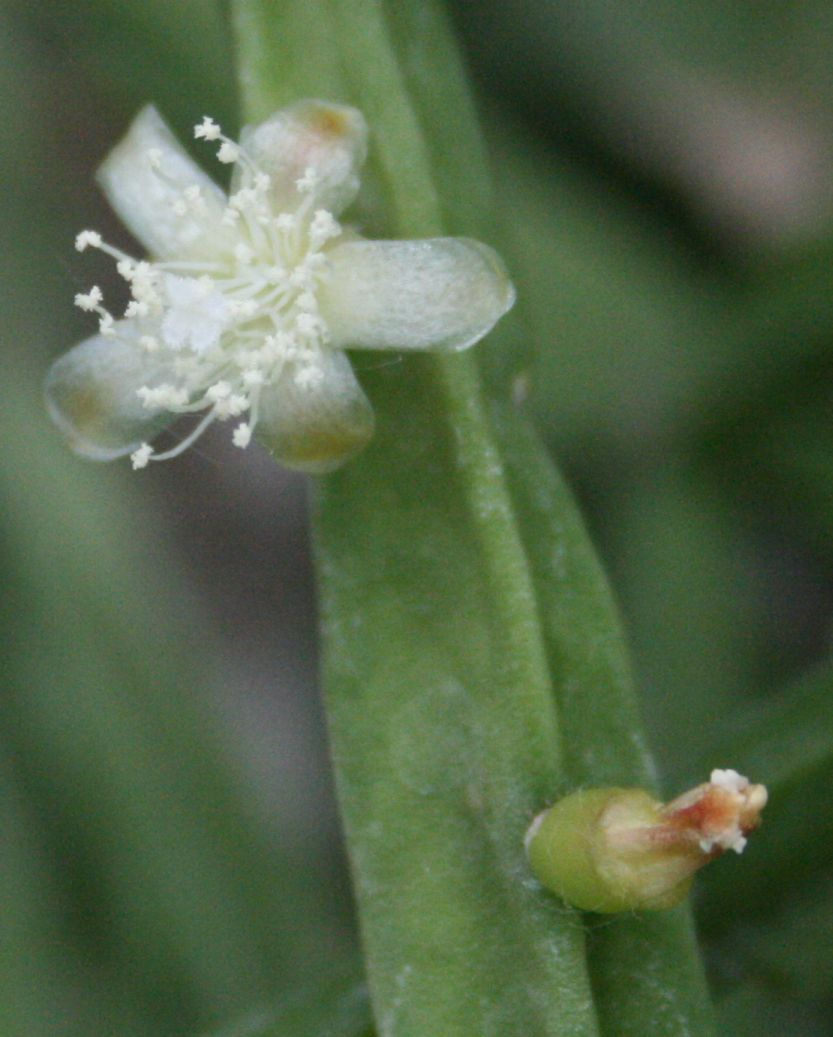
Rhipsalis pentaptera má stonek s více žebry
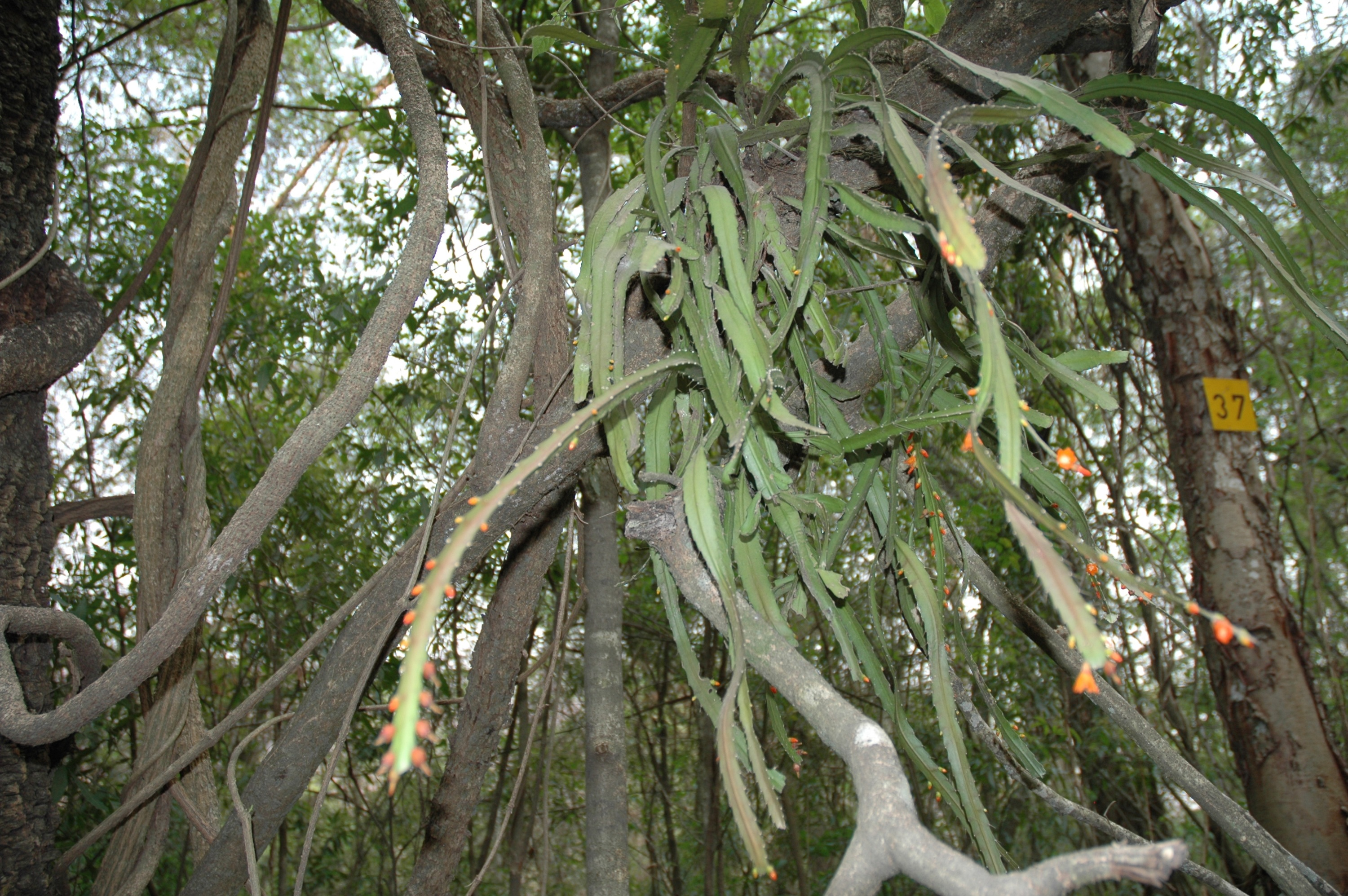
Lepismium monacanthum s květy a plody
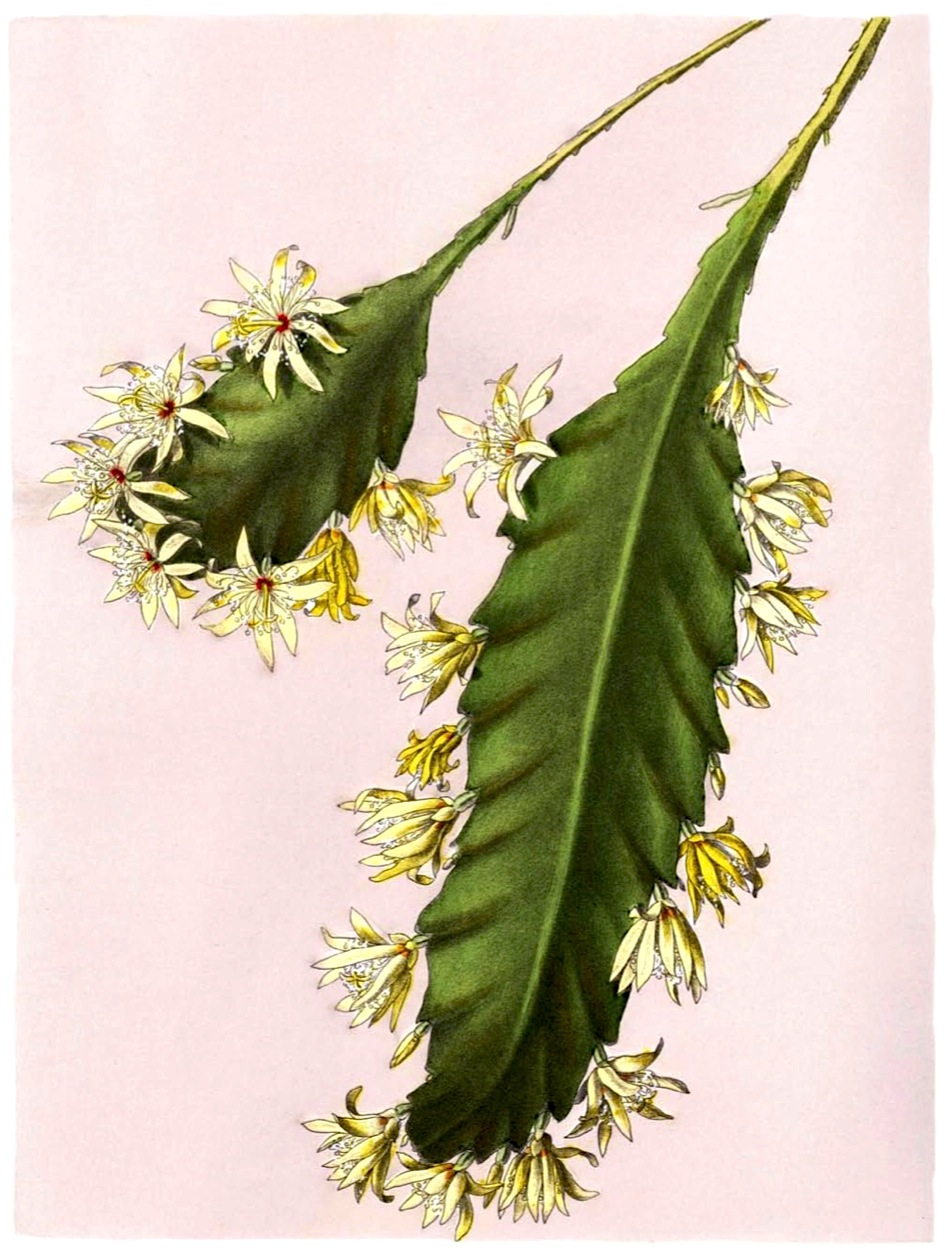
Lepismium houlletianum; kresba z roku 1904
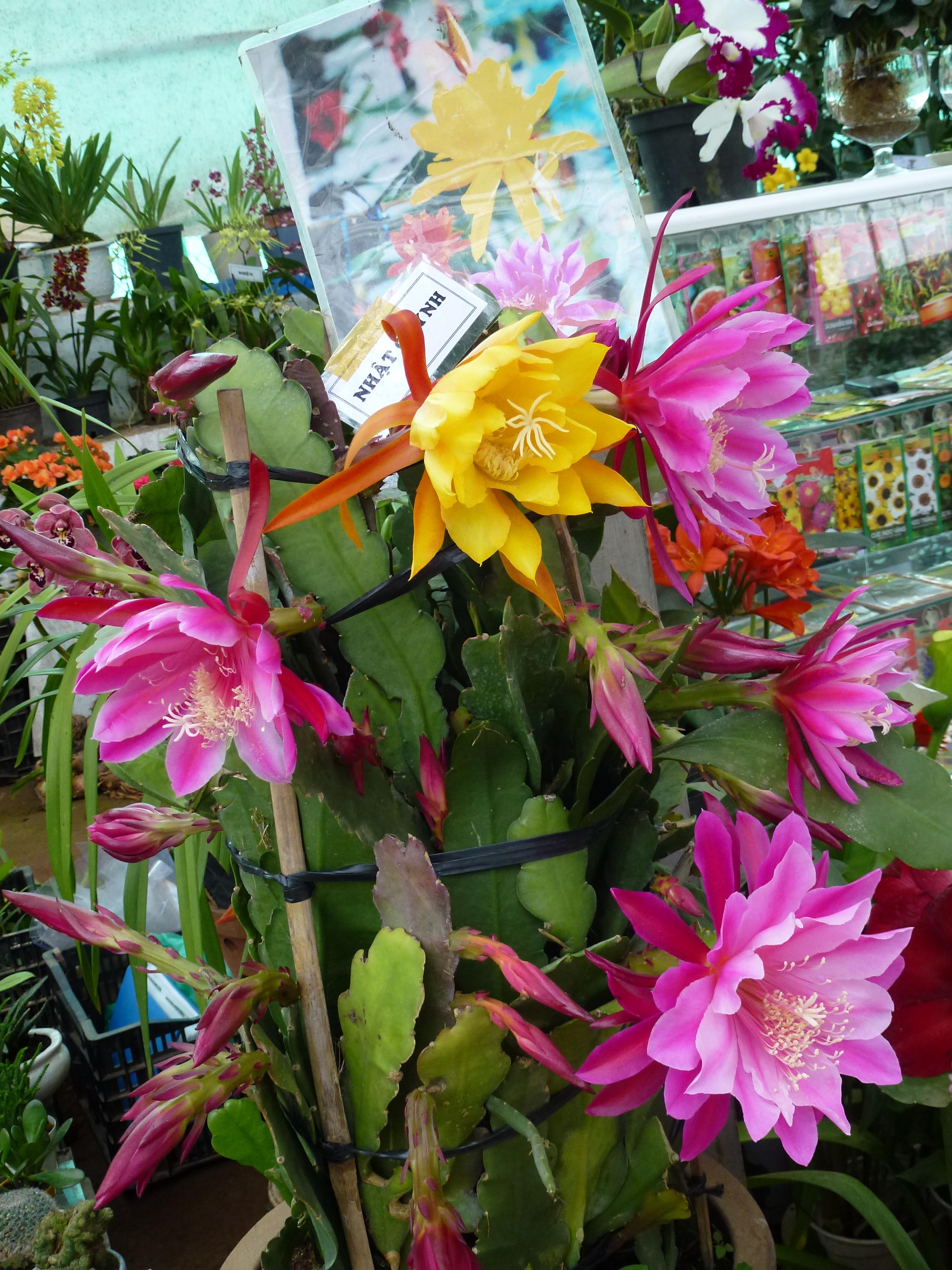
Hybridní Epiphyllum v květinářství
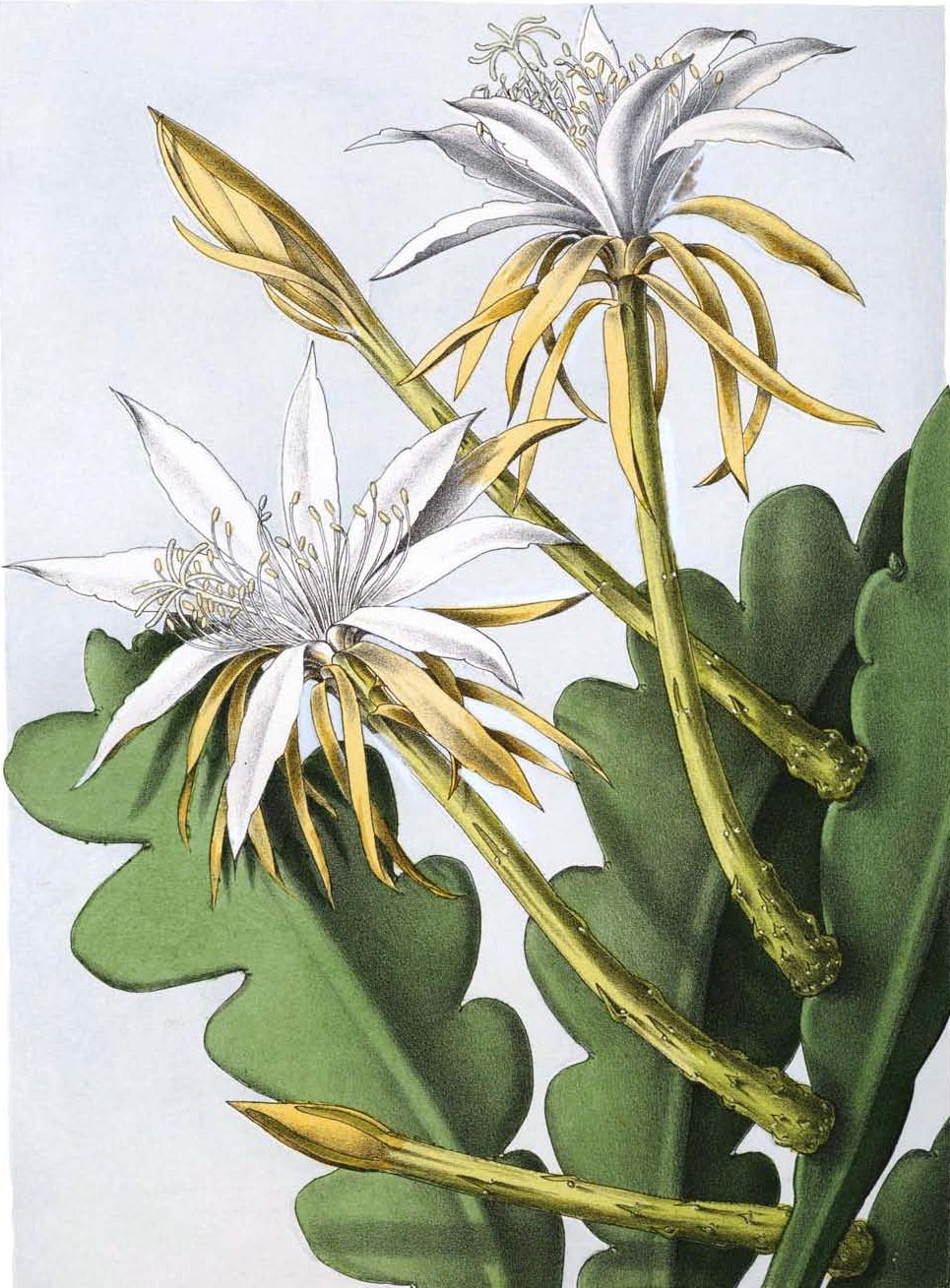
Epiphyllum anguliger má výrazně vykrajovaný stonek
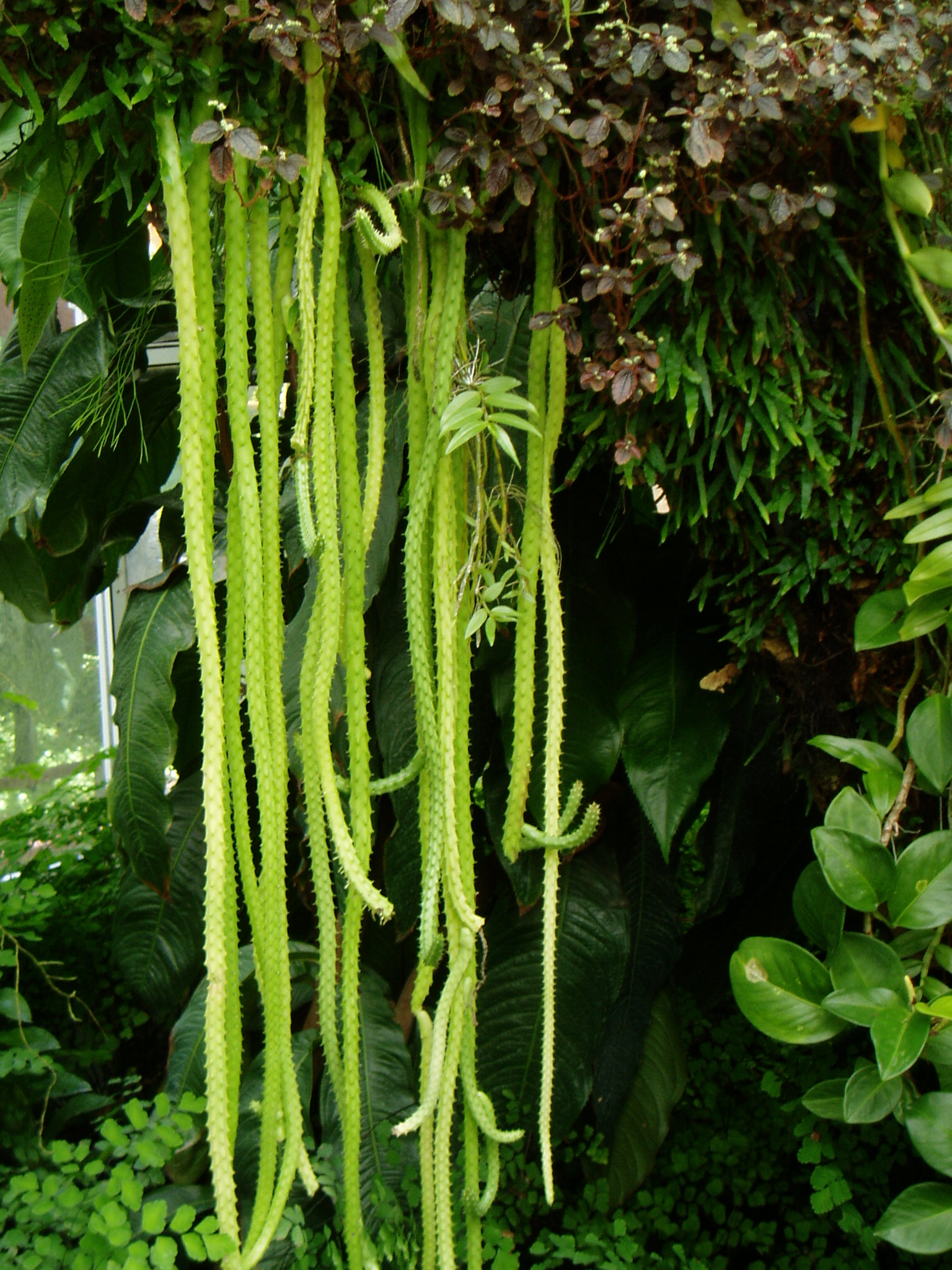
Epifytický porost Disocactus flagelliformis
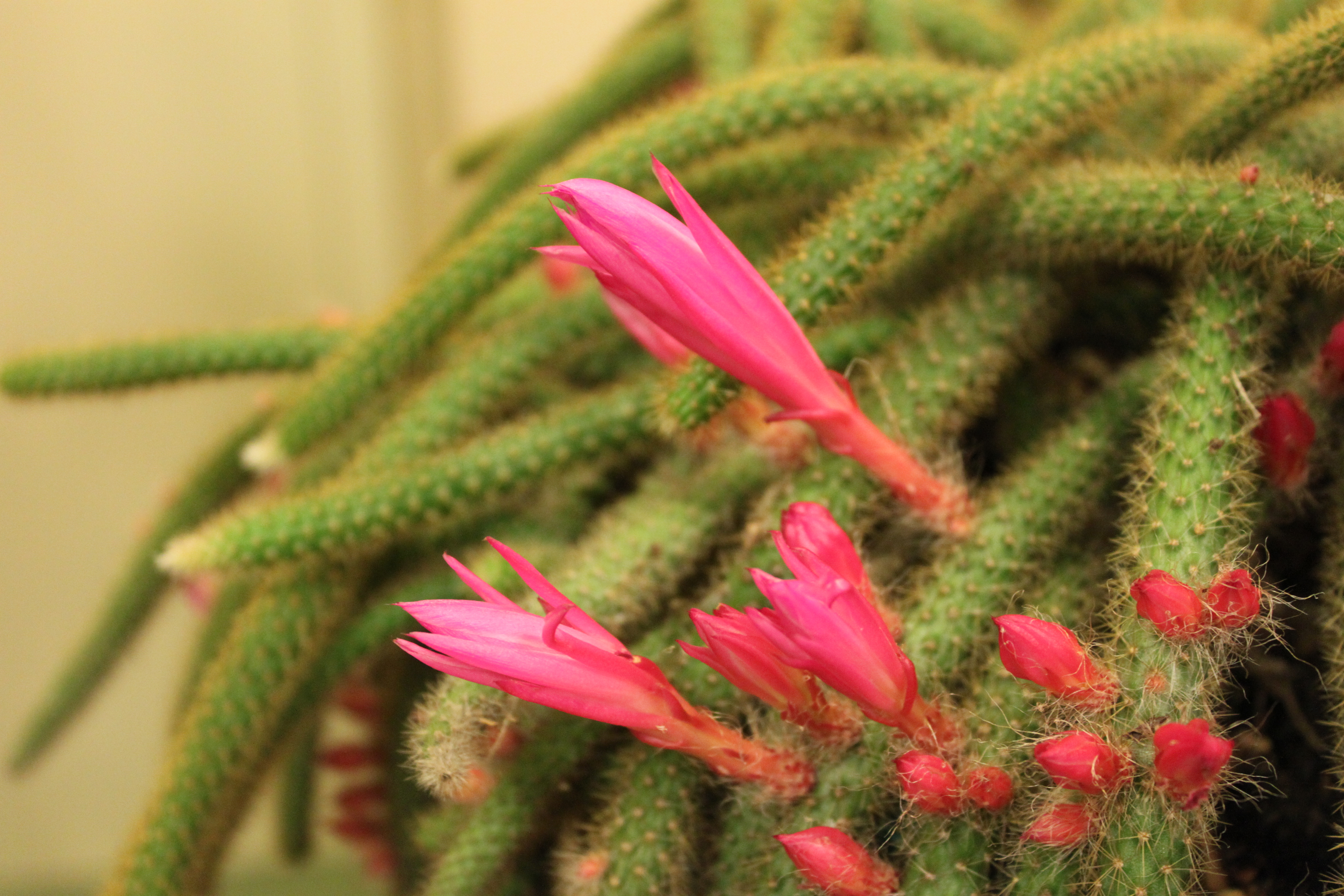
Často pěstovaný aporokaktus Disocactus flagelliformis
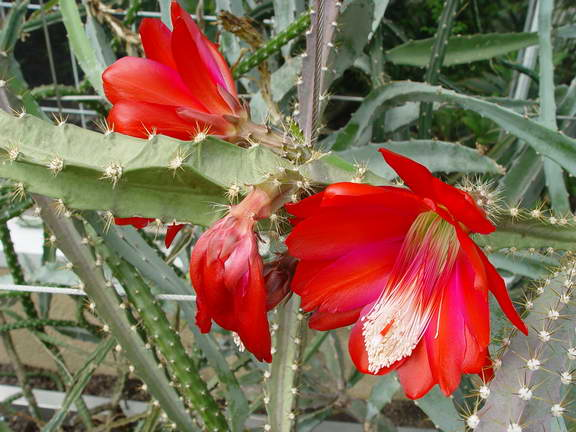
Disocactus (Heliocereus) speciosus je dávno pěstovaný, poskytl hybridům červenou barvu květů
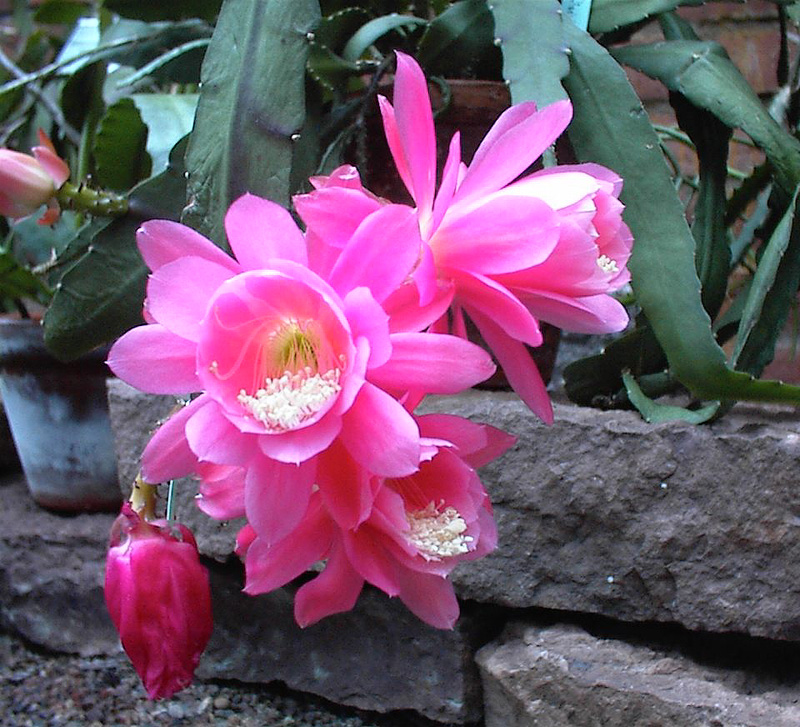
Disocactus phyllanthoides, známější jako Nopalxochia
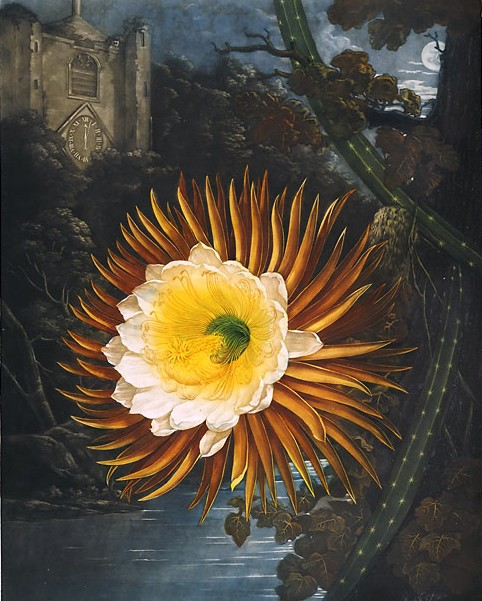
Selenicereus grandiflorus na romantické malbě
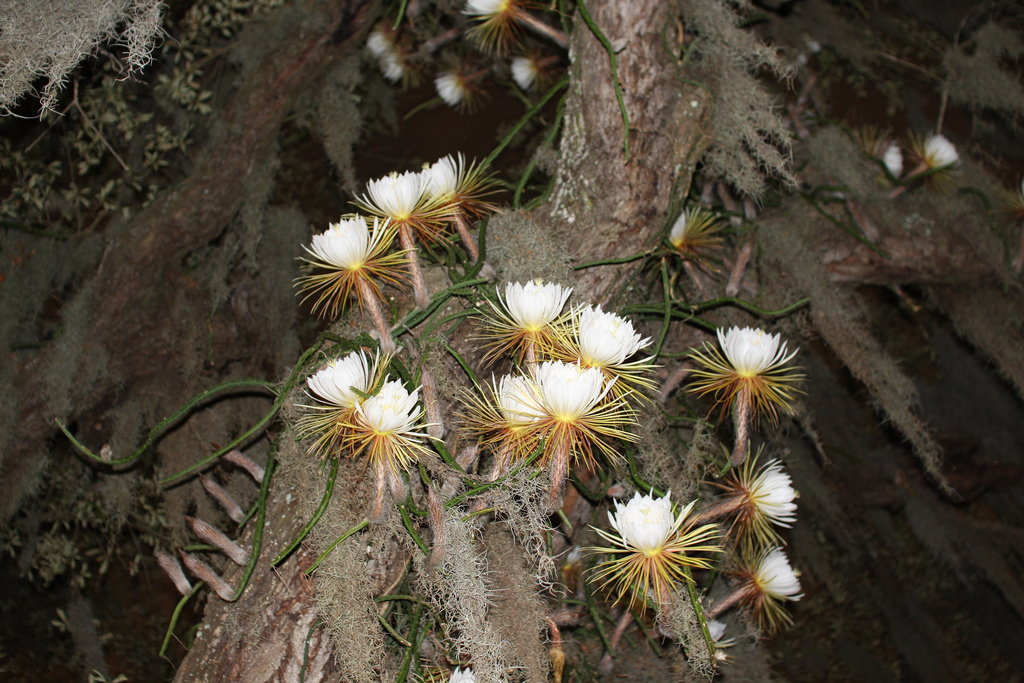
Selenicereus grandiflorus kvetoucí v přírodě, v porostech tilandsií
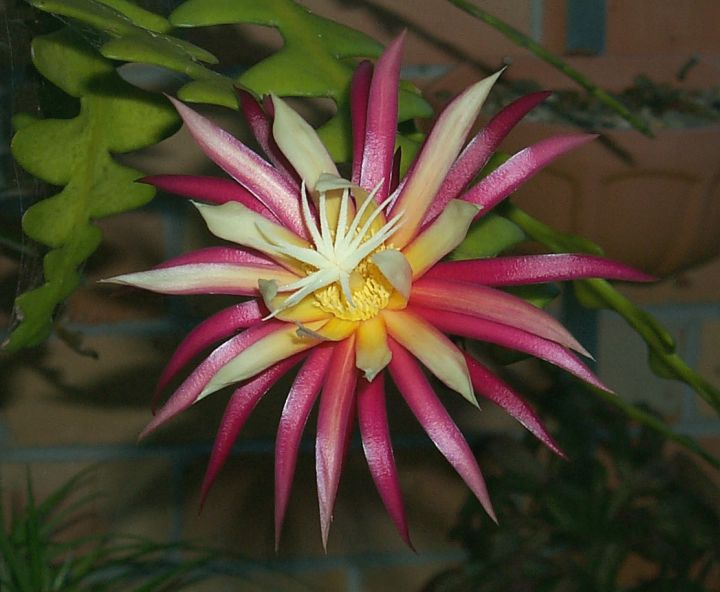
Selenicereus anthonyanus má květy červenožluté
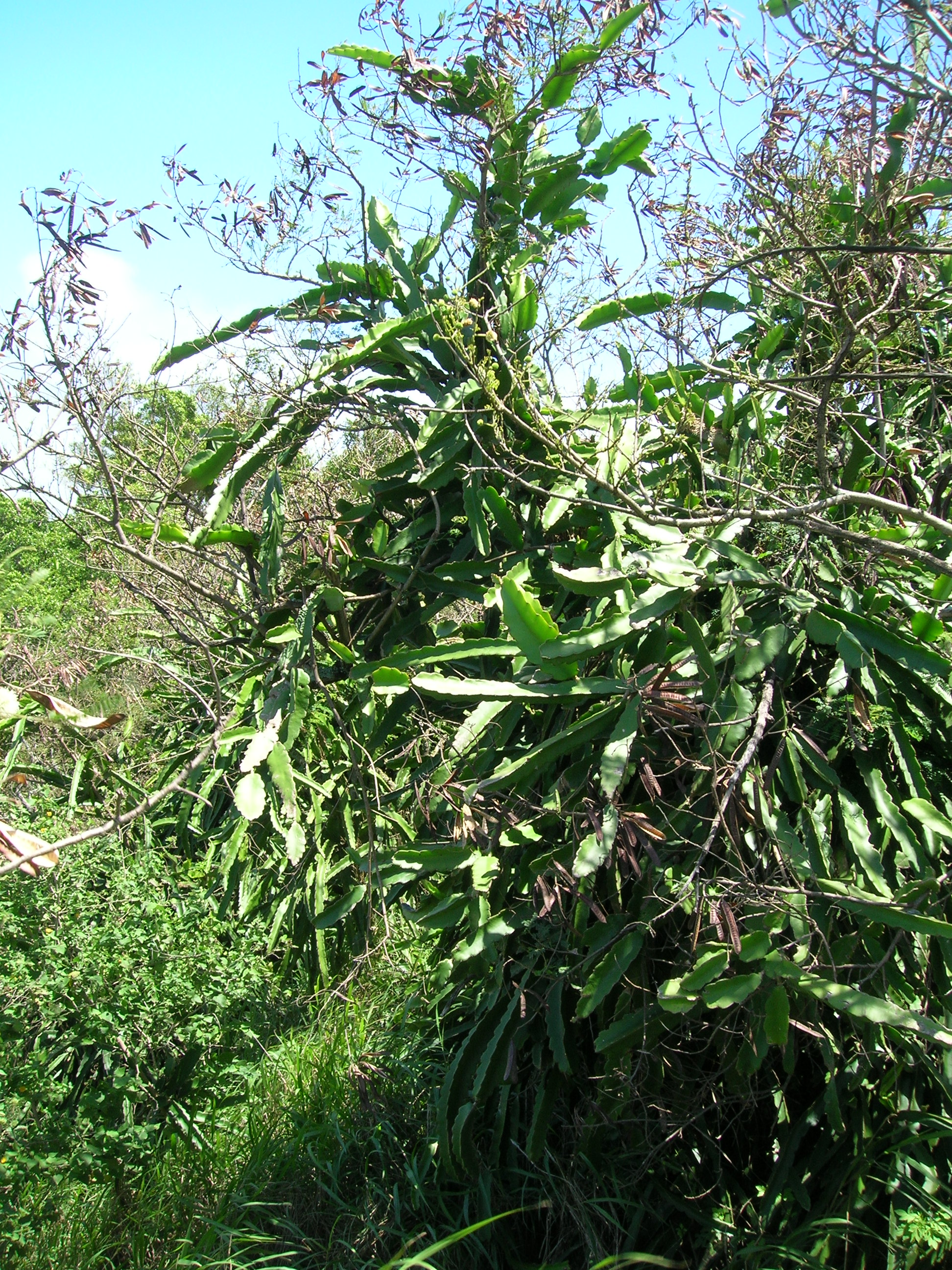
Hylocereus šplhající v koruně stromu
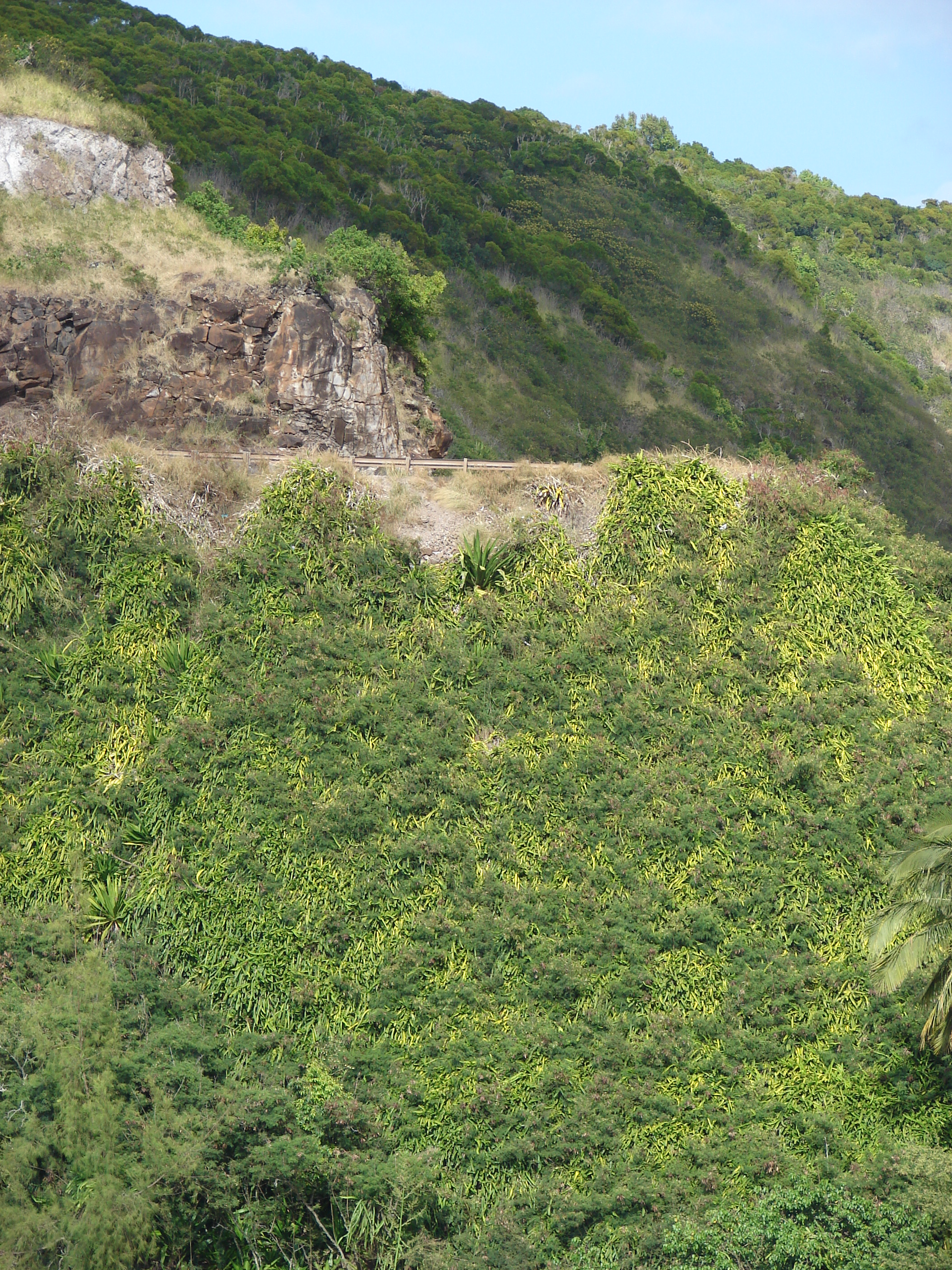
Porost Hylocereus undatus na skále
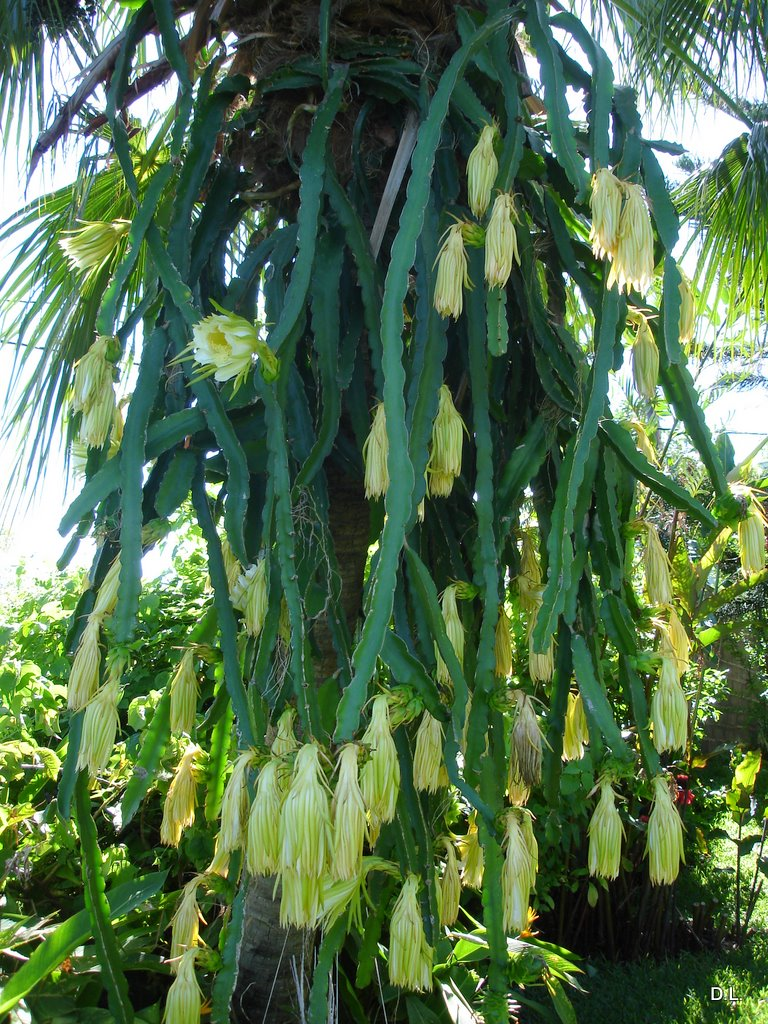
Epifytický porost s hylocereusy
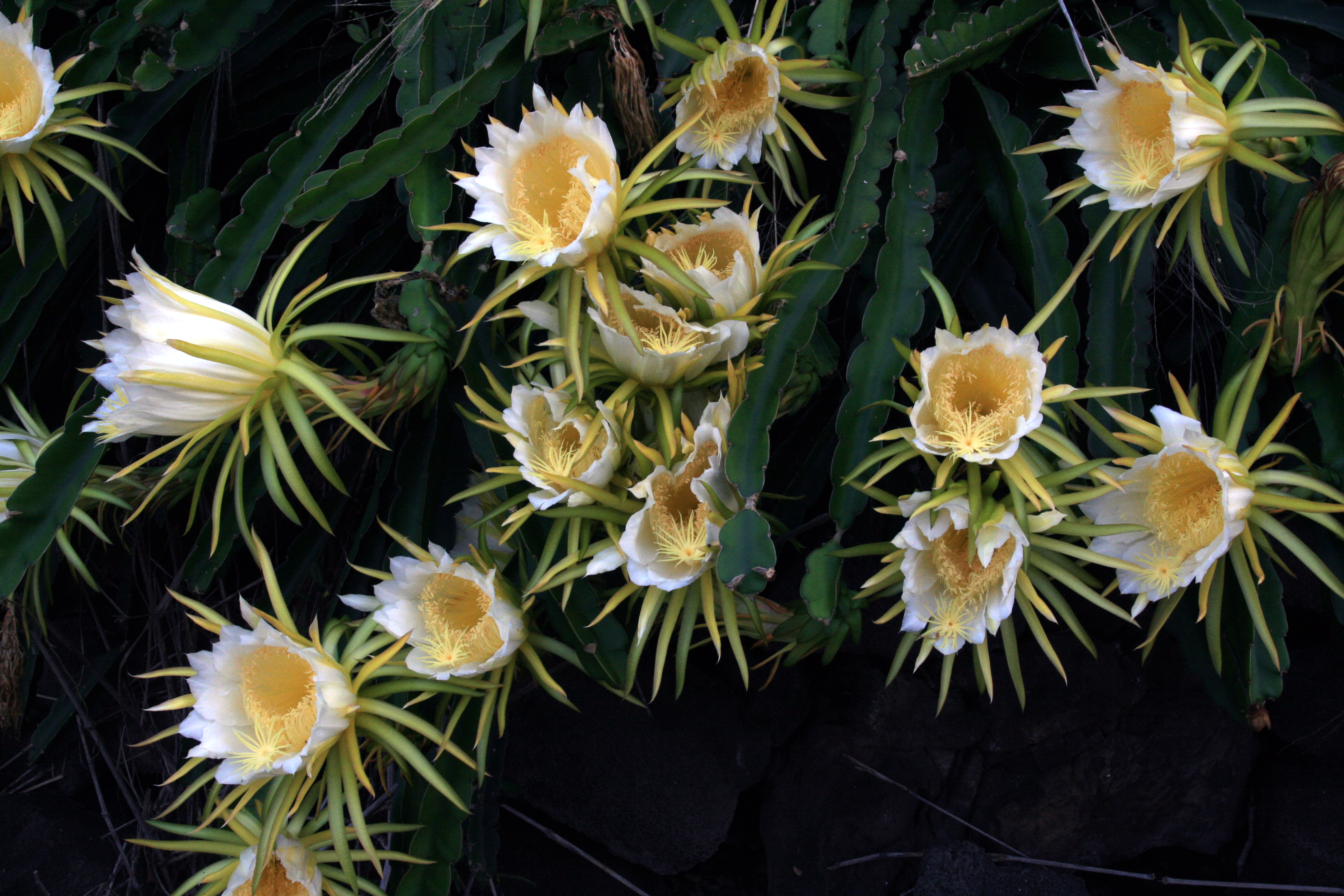
Noční květy Hylocereus undatus
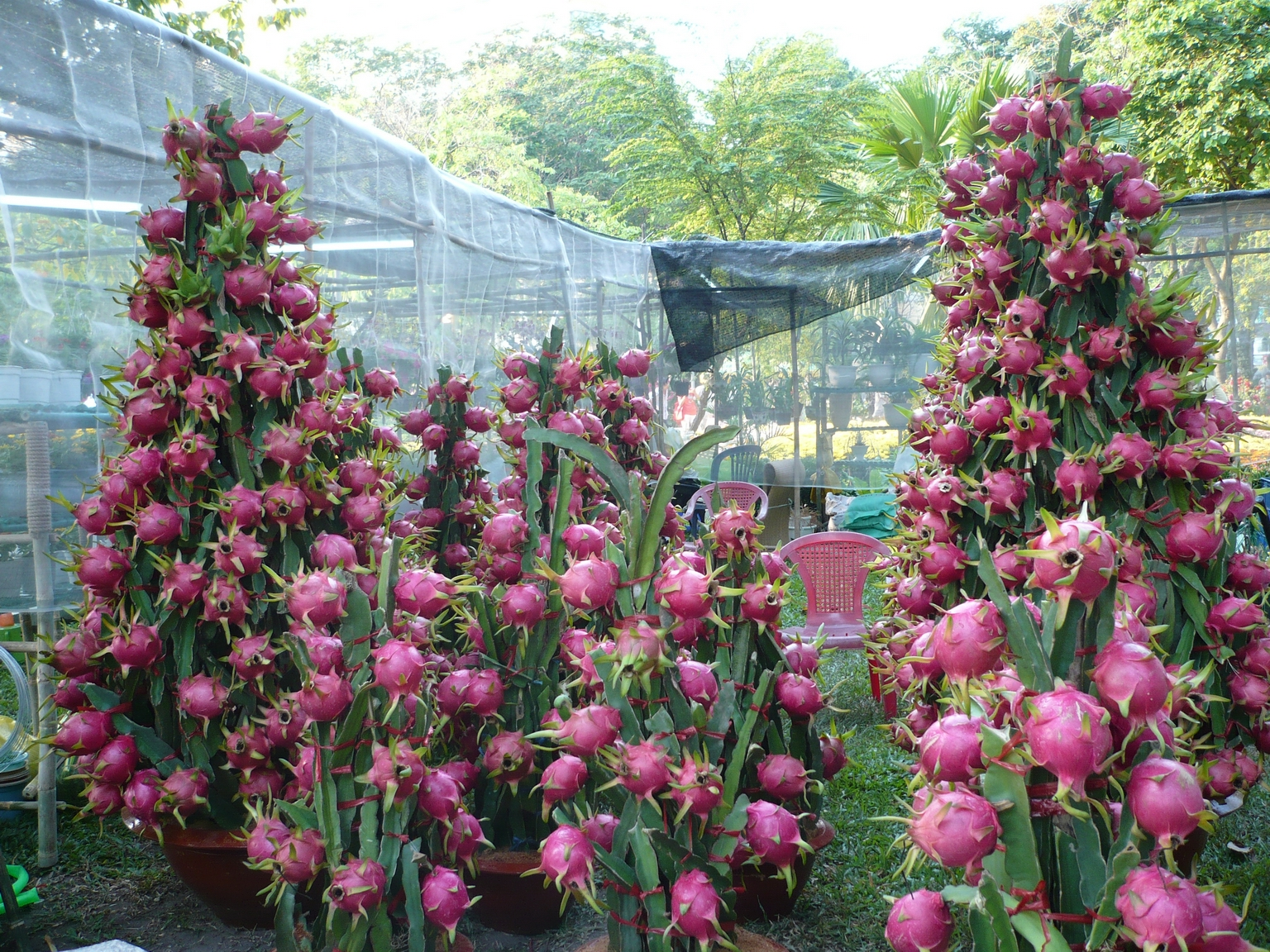
Zahradní keře Hylocereus undatus s násadou plodů
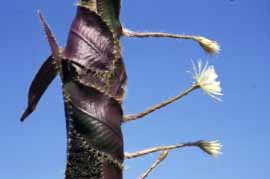
Kvetoucí Strophocactus wittii ovinutý okolo kmene
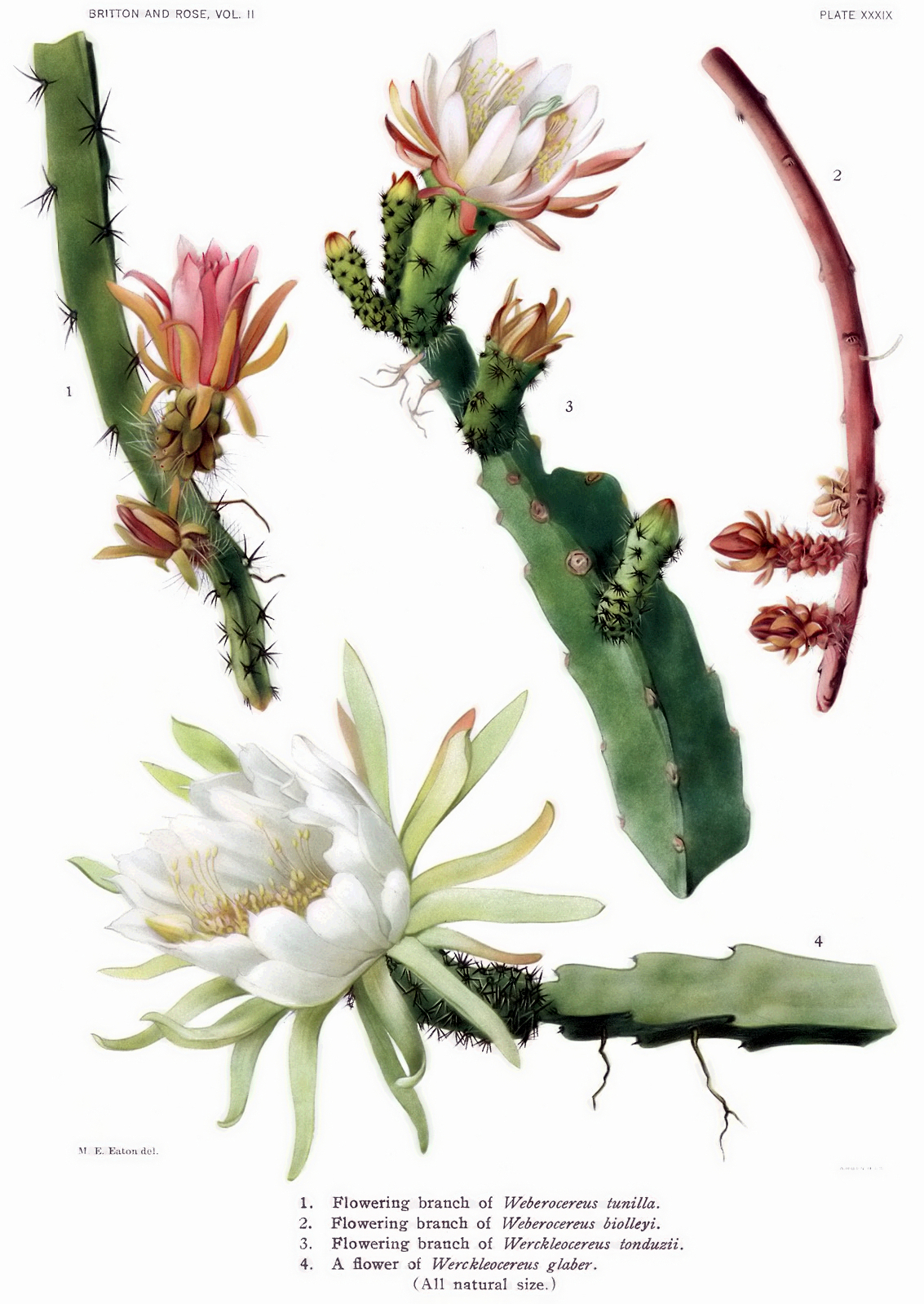
Kresby rodu Weberocereus v The Cactaceae, 1922